# Kirkové
Kirkové nebo Kyrkové (uzbecky Kyrkʻlar, turecky Kırklar, rusky Кырки) byli jedním z pozdně středověkých pokolení Turkiců. Původně šlo o vojenské  jednotky, které se později staly součástí Uzbeků, Karakalpaků, Kazachů a Turkmenů.

## Původ
Nejstarší zmínka o Kirkcích pochází z 16. století. O jejich původu existuje několik hypotéz. Slovo "Kirk" je přiřazováno k turkickému Kyrk - (čtyřicet). Podle jejich rodového složení lze předpokládat, že byly konglomerátem některých potomků středověkých turkických kmenů. Podle pověstí probíhalo formování Kirků po Čingischánově invazi do Střední Asie.
Podle středověkých pramenů byli Kirkové jedním z 92 uzbeckých kmenů. V «Mažmua at tavarih», «Tuhfat at-tavarih-i hani» jsou zmíněni na třetím místě. Č.Valihanov zaznamenal pověsti o 96 uzbeckých kmenech, které obsahovaly Mingy, Jüzy a Kirky. Podle něj byli potomci starověkých Turků.

### Rodové složení uzbeckého kmene Kirků
- Podle «Tuhfat at-tavarih-i hani», v první polovině 16. století Uzbekové rodu Kirků obývali hlavně oblast Džizaku.[4]
- Kirkové se také podíleli na vytvoření uzbecké populace Fergany a Kokandu.[5]
- Kirkové byly součástí klanových bojovníků (elʻnavkar) Bucharských emírů z uzbecké dynastie Mangitů a podíleli se na její korunovaci.[6]
- Společné pojmenování Kirk-Jüz které nacházíme v zdrojích, nabízí možnost propojení těchto dvou kmenů. Víme, že Kirkové podporovali rodinné svazy s uzbeckým rodem Jüzů v Zeravšanském údolí.[7]

H. Donijorov předkládá tento seznam hlavních rodů uzbeckého kmene Kirků:
Korakujliové, Koračaové, Moltopové, Mulkušové, Čaprašliové, Čortkesarové.
Koračaové se dělili na: Balkiy, Žanggay, Čekliy, Kučekliy, Čuvulloky.
Moltopyové se dělili na: Bojlar-tupiy, Kavuš-tupiy, Ojuv-tupiy, Beklar-tupiy.
- Kromě toho v sestavě Kirků v Halljaaralu, Džizaku a Bulunguru participovali následující rodové podskupiny:
Kuja-bošové, Kuk-gumboz Kyrkové, Sugunbojové, Kujonkulokliové, Košika-bulokové, Tuk-čuraové, Üč-kyzové, Kuš-kavut Kirkové, Kora-čivarové, Tangiliové.[8]